# Hieracium jurassicum
Hieracium jurassicum es una especie de planta con flor del género Hieracium, de la familia Asteraceae, orden Asterales.

## Distribución
Hieracium jurassicum se distribuye por Austria, exChecoslovaquia, Francia, Alemania, Reino Unido, Italia, Cáucaso Norte, Noruega, Polonia, Rumania, España, Suecia, Suiza, Transcáucaso, Turquía y exYugoslavia.

## Taxonomía
Fue descrita científicamente por Griseb.
Tratamiento taxonómico
La especie aparece registrada y publicada en Abh. Königl. Ges. Wiss. Göttingen.